# Cristian Brolli
Cristian Brolli (Serravalle, 28 de febrero de 1992) es un futbolista sanmarinense que juega como defensa en el S. S. Folgore.

## Selección nacional
Brolli representó a la selección sub-19 de San Marino, y anotó un autogol contra Italia en un partido clasificatorio a la Euro Sub-19 del 2010, en el Estadio Olímpico, el 15 de noviembre de 2009; donde hasta el minuto 71 la portería se mantuvo en cero, pero el marcaría en propia puerta y desencadenaría la derrota por 4-0. También jugó ocho partidos con la selección sub-21
Hizo su debut absoluto el 14 de agosto de 2012, en una derrota en casa por 3-2 ante Malta. El 11 de septiembre de 2012, jugó por primera vez desde el inicio en una derrota como local por 6-0 ante Montenegro, en la clasificación para Brasil 2014.
Ante Inglaterra, en la clasificación para la Euro de 2016, anotaría su primer autogol con la selección, haciendo que su selección perdiera por 6 a 0.
Marcó su segundo autogol contra Bélgica el 10 de octubre de 2019, donde Bélgica ganaría por 9 a 0. Volvería a marcar en contra ante Polonia el 9 de octubre de 2021, por la Clasificación para la Eurocopa 2020.
Con la selección contabiliza un total de 24 partidos y ningún gol, aunque si tres autogoles

## Clubes
| Club                | País       | Año       | PJ  | Goles |
| ------------------- | ---------- | --------- | --- | ----- |
| AC Cattolica Calcio | Italia     | 2012-2014 | 0   | 0     |
| AC Sammaurese       | Italia     | 2014-2016 | 3   | 0     |
| S. S. Folgore       | San Marino | 2016-     | 107 | 2     |